# Las aventuras de Rin tin tin
Las aventuras de Rin Tin Tin (The Adventures of Rin Tin Tin) es una serie estadounidense para niños, originalmente emitida en 166 episodios por la cadena ABC desde octubre de 1954 hasta agosto de 1959. 
Fue interpretada por el actor infantil Lee Aaker como Rusty, un niño huérfano por una incursión de indios americanos, criado por los soldados de un puesto de la Caballería de los Estados Unidos. Él y su perro pastor alemán, Rin Tin Tin, ayudan a los soldados a establecer el orden del Lejano Oeste. El actor texano James Brown (1920-1992) apareció en cada episodio como el Teniente Ripley "Rip" Masters. Como coestrellas se incluyen al veterano actor Joe Sawyer y al actor Rand Brooks, famoso por Lo que el viento se llevó.
Entre las estrellas de Rin Tin Tin están el veterano actor de películas del oeste y cantante Roscoe Ates, Ron Hagerthy, quien apareció en la serie Sky King, y Ed Hinton. John M. Pickard, estrella de series similares Boots and Saddles (syndicated, 1957-1958), apareció tres veces en Rin Tin Tin. Lee Van Cleef y Harry Dean Stanton también aparecieron en esta serie. La serie fue producida por Screen Gems.
La característica de Rin Tin Tin ha aparecido en varias películas y series de radio desde 1922. Fueron varios los perros utilizados para la filmación de esta serie norteamericana, llegando a ser hasta generacional, ya que uno de los perros utilizados en la serie, fue el cuarto en la descendencia del Rin Tin Tin original.   
Repeticiones de la serie fueron transmitidas por televisión diariamente y los sábados en la cadena CBS desde octubre de 1959 hasta septiembre de 1964.  Una nueva serie de repeticiones se llevó a cabo en 1976, continuando hasta mediados de los años ochenta. Los originales en blanco y negro fueron puestos en sepia.
El éxito de Las aventuras de Rin Tin Tin ocasionó la cancelación de Las aventuras del campeón Gene Autry en la cadena CBS, que fue reemplazada el 10 de febrero de 1956, por My Friend Flicka.

## Personajes
- Lee Aaker: Rusty
- James Brown: Teniente Ripley « Rip » Masters
- Joe Sawyer: Sargento Aloysius « Biff » O'Hara
- Rand Brooks: Cabo Randy Boone
- Tommy Farrell: Cabo Thad Carson (1957-1959)
- Hal Hopper: Cabo Clark (1955-1957)
- John Hoyt: Coronel Barker
- Syd Saylor: Clem Pritikin (1956-1958)
- Les Tremayne: Mayor Stone (1958-1959)

## Programa en Canadá
Un programa no relacionado —que incluía un pastor alemán— fue emitido en los EE. UU. como Rin Tin Tin: K-9 Cop.  La serie fue producida en Canadá bajo el nombre Katts and Dog donde el perro se llamaba Rudy.  Cuando la serie se emitió en los Estados Unidos, el nombre del perro fue cambiado a Rinty para encajar con el título en los EE. UU.

## Videos
- Las Aventuras de Rintintin: Volume 1 (20 de octubre de 2005) ASIN B000BEU384
- Las Aventuras de Rintintin: Volume 2 (27 de abril de 2006) ASIN B000EHQSKA